# Sine ira et studio

Sine ira et studio este o expresie latină, care se traduce prin „fără ură și părtinire”. Ea a fost introdusă de istoricul roman Tacit în prefața lucrării sale Anale, printr-un pasaj care poate fi tradus astfel  : 
„Relatările domniilor lui Tiberiu, Gaius, Claudius și Nero au fost falsificate prin intimidare, iar după moartea lor au fost rescrise sub impulsul urei de moment. Scopul meu aici este să relatez câteva fapte despre viața lui Augustus, în special ultimele lui fapte, apoi domnia lui Tiberius, și în general tot ce urmează după aceasta, fără ură și părtinire, simțăminte față de care sunt străin.”
Tacit a reușit să promoveze un stil care este al istoricului, nu al procurorului sau al acuzatorului public. Citatul este folosit foarte des pentru a reaminti istoricilor, reporterilor sau editorilor să nu se lase purtați de sentimente negative atunci când scriu de războaie, crime, genocide (ex. holocaust, masacrul armenilor), biografia criminalilor de război etc. 
Expresia este folosită ca motto de Biroul Ceh pentru Informare și Relații Externe și de Poliția Militară a Armatei Daneze.

## A se vedea și
- Wikipedia:Punct de vedere neutru
- Maxime latine
- Lista împăraților romani